# Carlos Manuel Trogliero
Carlos Manuel Trogliero, (n. Ciudad de Salta; 22 de marzo de 1908- f. Buenos Aires; 20 de julio de 1971). Fue un General de Brigada del arma de Artillería del Ejército Argentino, gobernador interventor de la provincia de San Luis desde el 17 de septiembre al 10 de octubre de 1955.

## Biografía
Trogliero era proveniente de una tradicional familia en la provincia de Salta, desde muy chico se interesó en las armas y todo lo relacionado con la guerra. Comenzó su carrera militar ingresando como cadete el 20 de marzo de 1925, (unos días después de su aniversario de cumpleaños), en el conocido Colegio Militar de la Nación, egresando como oficial el 22 de diciembre de 1928, de la promoción 54.º, obteniendo entre sus colegas el orden de mérito 79. Se desempeñó en distintas tareas en la Argentina y en el exterior. El 12 de marzo de 1971, habiendo cumplido los años requeridos para su retiro, se le otorga la baja de su cargo militar.
Participó de la alianza cívico-militar auto denominada "Revolución Libertadora" el 16 de septiembre de 1955, que derrocó al gobierno constitucional del presidente, Juan Domingo Perón, quien abandonó el país exiliándose en Paraguay. El general de división Eduardo Lonardi, líder de la sublevación asumió el poder el 23 de septiembre de 1955 y fue sustituido el 13 de noviembre de ese mismo año por el teniente general Pedro Eugenio Aramburu, mediante un golpe palaciego. Ambos gobernaron como autoridades supremas del país, atribuyéndose el título de Presidente de la Nación. Este golpe militar clausuró el Congreso Nacional, depuso a los miembros de la Corte Suprema y todos los gobiernos provinciales. El general Carlos Manuel Trogliero fue encomendado a intervenir como gobernador a la provincia de San Luis deponiendo al gobernador electo Víctor Endeiza.

## Gobierno
El General Trogliero intervino de manera radical la provincia de San Luis con su más acérrimo poder, cumpliendo a detalle las órdenes impuestas por el gobierno de facto. Como sucedió en el gobierno nacional, disolvió el Poder Legislativo provincial como todas las leyes dictadas por los gobiernos peronistas y enjuició a todos sus funcionarios, inventándoles las causas para llevarlos a prisión, encarcelando hasta al mismo gobernador Endeiza. Trogliero ordenó retirar todos los retratos, literatura y construcciones peronistas como también nombrarlo. Prohibió los partidos políticos, y aquel que nombraba al peronismo o sentía simpatía por esta ideología política podía ser condenado a muerte.
Habiendo cumplido la orden de intervenir todas las instituciones, como gobierno, legislatura, poder judicial, universidades, escuelas, hasta que no hubiese ningún rastro de peronismo visible. Entregó el poder a otro General de Brigada, Julio Roullier.